# Yanhu (sockenhuvudort i Kina, Zhejiang Sheng, lat 28,31, long 121,00)
Yanhu (kinesiska: 雁湖, 雁湖乡, 丹灶里) är en sockenhuvudort i Kina. Den ligger i provinsen Zhejiang, i den östra delen av landet, omkring 230 kilometer söder om provinshuvudstaden Hangzhou. Antalet invånare är 8 210. Befolkningen består av 3 954 kvinnor och 4 256 män. Barn under 15 år utgör 17,0 %, vuxna 15-64 år 66 %, och äldre över 65 år 15,0 %.
Runt Yanhu är det tätbefolkat, med 819 invånare per kvadratkilometer. Närmaste större samhälle är Hongqiao, 10,2 km söder om Yanhu. I omgivningarna runt Yanhu växer i huvudsak blandskog.
Genomsnittlig årsnederbörd är 2 023 millimeter. Den regnigaste månaden är juni, med i genomsnitt 334 mm nederbörd, och den torraste är januari, med 74 mm nederbörd.